# Rotation dans l'espace
Pour les articles homonymes, voir Rotation.
 (février 2025).
Si vous disposez d'ouvrages ou d'articles de référence ou si vous connaissez des sites web de qualité traitant du thème abordé ici, merci de compléter l'article en donnant les références utiles à sa vérifiabilité et en les liant à la section « Notes et références ».
Une rotation dans l'espace est une rotation affine de l'espace affine euclidien orienté de dimension trois. Elle a une parenté proche avec la rotation plane. Intuitivement, cette transformation fait tourner les figures autour d'une droite, appelée axe, et selon un certain angle. Elle constitue une isométrie car les distances sont conservées, et un déplacement car elle conserve en outre les trièdres orientés.
La définition complète d'une rotation demande d'orienter l'axe de rotation.

## Définition
Soit E espace affine euclidien orienté de dimension trois. On considère une droite D de l'espace, également orientée (par exemple par le choix d'un vecteur directeur). Alors tout plan orthogonal à D possède une orientation induite par les orientations de D et de l'espace.
La rotation d'axe D et d'angle {\displaystyle \theta } est alors la transformation qui à un point m associe le point m' défini ainsi
- m' appartient au plan normal à D passant par m ;
- et, dans ce plan muni de l'orientation induite, m' est l'image de m par la rotation plane de centre h, intersection de la droite et du plan, et d'angle {\displaystyle \theta }.

Elle coïncide avec la rotation d'axe D'  et d'angle {\displaystyle -\theta }, où D'  est l'axe supporté par la même droite que l'axe D mais avec l'orientation inverse.
Notamment les points de l'axe sont invariants. Lorsque l'angle {\displaystyle \theta } est nul, la rotation est l'application identique (quel que soit l'axe choisi). À l'exception de ce cas, une rotation n'admet qu'un seul « axe non orienté », qui est l'ensemble de ses points invariants.
Par construction, les plans orthogonaux à l'axe sont globalement invariants.
Les rotations d'axe D dont l'angle admet pour mesure (en radians) {\displaystyle {\frac {\pi }{2}},-{\frac {\pi }{2}},\pi } sont respectivement appelées quart de tour direct, quart de tour indirect et retournement d'axe D. Dans ce dernier cas, la rotation est aussi une symétrie : la symétrie orthogonale par rapport à l'axe.

## Propriétés

### Conservation des distances et des orientations
Les rotations sont des déplacements de l'espace affine euclidien, c'est-à-dire des isométries respectant l'orientation. Cela signifie que si a,b,c,d sont quatre points de l'espace et a′,b′,c′,d′ les points images,
- les distances ab et a′b′ sont égales ;
- les angles (non orientés, puisque les points sont dans l'espace de dimension trois) abc et a′b′c′ sont égaux ;
- le trièdre abcd est direct si et seulement si le trièdre a′b′c′d′ l'est.

Réciproquement, un déplacement de l'espace est une rotation si et seulement s'il laisse au moins un point invariant. Les autres déplacements sont des vissages, qui peuvent être écrits comme composés d'une rotation et d'une translation parallèlement à son axe, ces deux transformations pouvant être effectuées dans n'importe quel ordre.

### Rotations vectorielles
Le choix d'un point origine O confère à l'espace E une structure d'espace vectoriel euclidien orienté.
À toute rotation affine {\displaystyle r} correspond une rotation vectorielle {\displaystyle {\vec {r}}} qui est dite associée à la rotation affine, et définie par la relation
{\displaystyle \forall (A,B)\in E^{2},\qquad {\vec {r}}({\overrightarrow {AB}})={\overrightarrow {r(A)r(B)}}}
Les rotations vectorielles peuvent être identifiées aux rotations affines laissant fixe le point origine O, c'est-à-dire l'identité et les rotations dont l'axe passe par O.
Inversement, une application affine associée à une rotation vectorielle est un vissage dont l'axe est de même direction.

### Composition et décomposition
La composée de deux rotations affines est une isométrie, et même un déplacement, mais n'est pas en général une rotation. De plus, l'ordre dans lequel s'effectuent les compositions est important. Les rotations font partie du groupe (non commutatif) des déplacements de l'espace. De plus elles engendrent ce groupe, c'est-à-dire que tout déplacement peut s'écrire comme produit de rotations. Plus précisément, tout déplacement peut s'écrire comme produit de deux retournements.
La composée de deux rotations de même axe est une rotation. Pour ce cas particulier de composition, les angles s'ajoutent et l'ordre de composition n'importe pas.
Ainsi l'ensemble des rotations de même axe, en y incluant l'identité, forme un groupe commutatif, isomorphe au groupe {\displaystyle (\mathbb {R} /2\pi \mathbb {Z} ,+)}.
Toute rotation peut être décomposée en un produit de deux réflexions (symétries orthogonales par rapport à un plan), l'une d'elles pouvant être choisie arbitrairement.